# Agrostis rigida
Agrostis rigida é uma espécie de gramínea do gênero Agrostis, pertencente à família Poaceae.